# Pumping Iron
Pumping Iron es un docudrama realizado en 1975 (comercializado en 1977) sobre  las competiciones de culturismo para elegir Mr. Olympia del año 1975.
El rodaje se centra en las opiniones de Arnold Schwarzenegger y en sus competidores, Lou Ferrigno y Franco Columbu (otros como Ken Waller, Mike Katz, etc.). El documental es codirigido por Robert Fiore y George Butler. Se fundamenta en el libro del mismo nombre escrito por Charles Gaines (escritor) y George Butler (Simon and Schuster, 1974). Se considera en los ámbitos del culturismo como un 'clásico del mundo del culturismo'. A lo largo de su periplo el documental enseña dos tipos de competiciones: la elección de IFBB Mr. Universe (para  amateurs) y Mr. Olympia (para profesionales) en Pretoria, Sudáfrica. Se da protagonismo a Schwarzenegger, dejando espacios para sus competidores: Lou Ferrigno, Franco Columbu, Mike Mentzer, Robby Robinson, Mike Katz, Albert Beckles, Ken Waller, Frank Zane, Paul Grant, Ed Corney, Serge Nubret y Danny Padilla. Se hizo una nueva versión en DVD en 2003 para celebrar su 25 aniversario; esta versión muestra escenas originales tras las cámaras. En 1985 se rodó una versión femenina titulada: "Pumping Iron II: The Women".

## Revisión
La aparición de este documental no solo ha popularizado la práctica del culturismo, sino que ha sido la primera vez que ha dado a conocer a Arnold Schwarzenegger, lanzándolo a su carrera de actuación. Franco Columbu pudo ganar el Olympia en 1976 y 1981 llegando a ser quiropracticante y actor. Lou Ferrigno alcanzó mucho éxito a pesar de no lograr ganar el Olympia, ya que le ofrecieron papeles en diferentes películas y series de televisión: una de las más conocidas es el El increíble Hulk.